# Archie Stinchcombe
Archibald „Archie“ Stinchcombe (* 17. November 1912 in Cudworth, Vereinigtes Königreich; † 3. November 1994 in Nottingham, Vereinigtes Königreich) war ein britischer Eishockeyspieler und -trainer, der unter anderem 1936 mit seinem Land Olympiasieger wurde.   

## Karriere
Archie Stinchcombe spielte auf Vereinsebene lange Zeit in der English National League. Von 1948 bis 1955 war er Cheftrainer der Nottingham Panthers, kam bis 1952 jedoch auch gelegentlich noch als Spieler zum Einsatz. Mit der Mannschaft gewann er 1951 und 1954 jeweils den Meistertitel der English National League. In den Jahren 1951 und 1954 wurde er zudem als Trainer in das All-Star-B-Team gewählt. 

### International
Für Großbritannien nahm Stinchcombe an den Weltmeisterschaften 1937 und 1938 teil. Zudem vertrat er sein Land bei den Olympischen Winterspielen 1936 in Garmisch-Partenkirchen, bei denen er mit seiner Mannschaft die Goldmedaille gewann. Das Turnier wurde zudem als Welt- und Europameisterschaft gewertet, weshalb er mit seiner Mannschaft diese Titel ebenfalls gewann. Später stand er zudem im britischen Aufgebot bei den Olympischen Winterspielen 1948 in St. Moritz. 1951 wurde er in die British Ice Hockey Hall of Fame aufgenommen.

## Erfolge und Auszeichnungen
- 1936 Goldmedaille bei den Olympischen Winterspielen
- 1937 Silbermedaille bei der Weltmeisterschaft
- 1938 Silbermedaille bei der Weltmeisterschaft
- 1951 Aufnahme in die British Ice Hockey Hall of Fame

### Als Trainer
- 1951 Meister der English National League mit den Nottingham Panthers
- 1951 English National League All-Star-B-Team
- 1954 Meister der English National League mit den Nottingham Panthers
- 1954 English National League All-Star-B-Team